# Arnold de Lantins
Arnold de Lantins (... – prima del 2 luglio 1432) è stato un compositore fiammingo, della Scuola franco-fiamminga.
Egli fu uno dei pochi compositori che inserì nelle sue musiche elementi medioevali e rinascimentali e fu contemporaneo di Dufay nel periodo in cui entrambi soggiornarono in Italia.

## Biografia
Molto poco si conosce sulla sua vita, ad eccezione di un decennio tra il 1420 e il 1430. Si presume che sia nato nelle Fiandre o nelle vicinanze, in particolare nell'ex principato di Liegi. Attorno al 1420 fu probabilmente al servizio dei Malatesta a Rimini o a Pesaro, dato che Dufay lo menziona nel testo di un rondeaux che fu scritto tra il 1420 e il 1424. Arnold fu a Venezia nel 1428 e a Roma nel 1431 e in quest'ultima città fu cantore nella cappella musicale pontificia papale assieme a Dufay. Egli rimase a Roma solo 6 mesi e successivamente il suo nome scompare dalla storia. In quel periodo Roma stava entrando in un periodo tumultuoso relativo al conciliarismo a seguito della morte di papa Martino V che avvenne il 20 febbraio 1431 e molti musicisti abbandonarono Roma e Lantins può essere stato uno di loro.
Non si sa se Arnold fosse un parente di Hugo de Lantins, un compositore attivo nello stesso periodo e i cui lavori appaiono spesso assieme a quelli di Arnold. Una sensibile differenza stilistica tra le loro composizioni dice che non potevano essere le stesse persone. Una messa composita, che appare in un manoscritto di Bologna, contiene parti scritte da Arnold chiaramente scritte su precedenti parti scritte da Johannes Ciconia. Esistono numerosi altri esempi di compositori che aggiungono movimenti a messe incomplete scritte da altri compositori. Ad esempio Antonio Zacara da Teramo fu uno di questi.
Le musiche di Arnold furono tenute in gran conto e appaiono assieme a quelle di Dufay, Gilles Binchois e Johannes Ciconia in collezioni di manoscritti contemporanei. In particolare un mottetto, Tota pulchra es, si trova in molte sorgenti diverse; prima dell'avvento della stampa, la diffusione di manoscritti di un compositore era segno di fama e popolarità. Egli scrisse almeno una messa completa oltre che a numerose parti di messe composite (le rimanenti parti furono scritte non necessariamente nello stesso tempo da Ciconia). Dal punto di vista musicale, la loro scrittura era molto simile; scrivevano a tre voci ed evitavano la tecnica dell'imitazione. Alcune delle altre sue musiche sacre, come i suoi mottetti, contengono una florida scrittura melodica e l'uso occasionale dell'imitazione.
Egli scrisse anche musica profana, comprese ballate e rondeaux tutti in francese oltre ad alcuni pezzi brevi di musica sacra. Alcuni pezzi si riferiscono a precisi eventi e a specifiche persone ma nessuna di queste è stata sicuramente identificata.

## Registrazioni
- Arnold de Lantins, Missa Verbum Incarnatum, Ricercar CD RIC 207, sung by the Capilla Flamenca Psallentes.  Also contains the motet O pulcherrina mulierum, as well as music by Johannes Brassart and Johannes Cesaris.
- Listen to a free recording of a song from Umeå Akademiska Kör.